# Air Ceylon

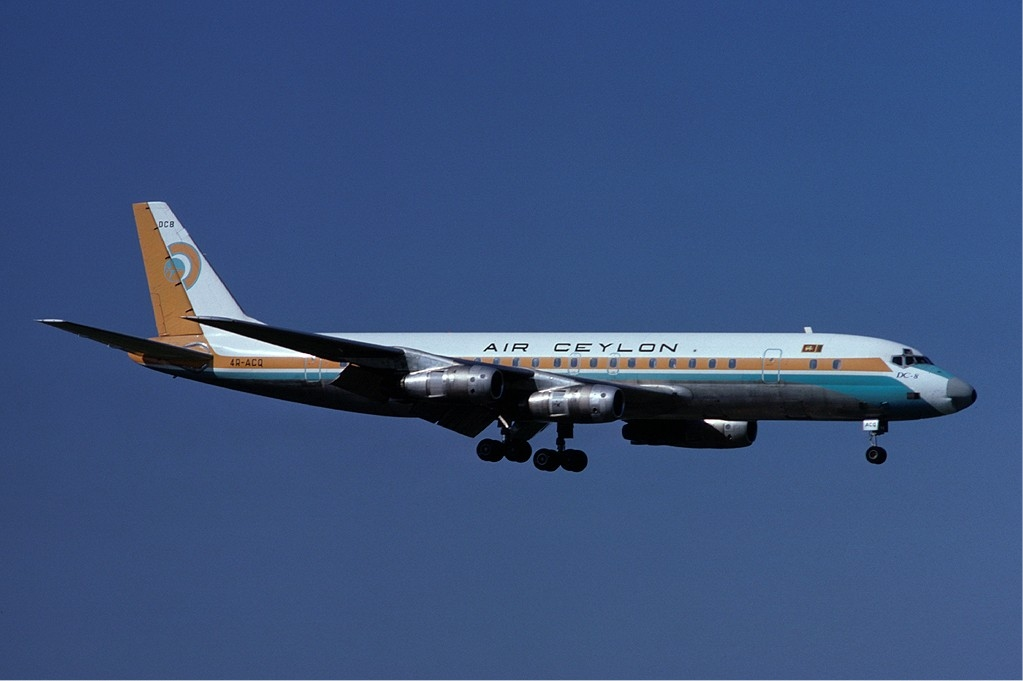

Air Ceylon var Sri Lankas (Ceylons) statsägda flygbolag, som till en början hette Ceylon Airways. 1978 blev Air Ceylon utbytt mot Air Lanka.
IATA Code: AE

## Destinationer
- Colombo
- Jaffna
- Trincomalee
- Ratmalana
- Madras
- Bombay
- Malé
- Karachi
- Bangkok
- Singapore
- Sharjah
- Kairo
- Zürich
- London
- Paris